# Somaestética
Teoria filosófica contemporânea desenvolvida por Richard Shusterman a partir, principalmente, de autores do Pragmatismo, como William James e John Dewey, e do Método Feldenkrais. Esta teoria tem sido elaborada por Shusterman desde os anos 1990, em diversas publicações: Pragmatist Aesthetics (1992), Practicing Philosophy: Pragmatism and the Philosophical Life (1996), Performing Live: Aesthetic Alternatives for the Ends of Art (2000), Body Consciousness: A Philosophy of Mindfulness and Somaesthetics (2008), Thinking Through the Body: Essays in Somaesthetics (2012)  e The Adventures of the Man in Gold/Les Aventures de l’homme en or (2017). Richard Shusterman desenvolve a sua teoria no Center for Body, Mind and Culture, sediado na Florida Atlantic University, cujo foco é interdisciplinar e envolve colaborações e intercâmbios internacionais. A somaestética propõe um paradigma segundo o qual as distinções binárias entre corpo e espírito ou entre corpo e mente, próprios da tradição filosófica do "Ocidente", dão lugar a uma compreensão da unidade fundamental entre corpo, mente e cultura. Assim, Shusterman propõe que o cultivo da consciência corporal ou da "autoconsciência somaestética" é capaz de ampliar as capacidades estéticas, éticas e cognitivas do ser humano. Por isso, ele define a somaestética como "disciplina que recoloca a experiência do corpo e da reestilização artística no coração da filosofia enquanto arte de viver".

## Significado do conceito
Soma (σῶμα) é uma palavra de origem grega que quer dizer "corpo", podendo variar de sentido conforme o seu contexto histórico e literário. Pode significar corpos humanos ou animais; corpo vivo ou corpo morto; substância corporal distinta do espírito ou da alma; ou ainda o corpo sacramental de Cristo, na tradição religiosa cristã. Esthesia (αἴσθ-ησις), por sua vez, é uma palavra, também de origem grega, que se refere às percepções, às sensações e aos sentidos humanos. De modo sintético, Shusterman define a somaestética como
"estudo melhorativo crítico da experiência e do uso do corpo enquanto locus de apreciação sensorial-estética (estesia) e de autoestilização criativa. Assim, ela também se dedica ao conhecimento, aos discursos e às disciplinas que estruturam esse cuidado somático ou que podem melhorá-lo".

## Estética, razão, política e pós-modernidade
Em Practicing Philosophy, Shusterman situa o seu projeto filosófico como alternativa conciliatória às avaliações conflitivas de Richard Rorty e Jürgen Habermas sobre a pós modernidade, que opõem essencialmente razão e estética. Para Shusterman, enquanto Rorty argumenta a favor de um "esteticismo privatista", Habermas defenderia um racionalismo centrado em questões públicas. A dimensão somática, ignorada por ambos, apresenta-se como o centro de uma filosofia ao mesmo tempo racional e estética. Por meio do exemplo do Hip-Hop, Shusterman demonstra a possibilidade da combinação de estética corporificada, conhecimento racional e práxis social. Assim, a Somaestética envolve a articulação de dimensões estético-sensoriais, cognitivas e ético-políticas.

A articulação das dimensões estético-sensoriais, cognitivas e da práxis social também aparece na apreciação crítica de Shusterman sobre as subjetividades e a subjugação somáticas em Simone de Beauvoir e em autoras por ela inspiradas, como Judith Butler e Marion Young. Embora suas teorias possuam insights importantes que colaboram com a proposição do paradigma da Somaestética, as três desconfiam do valor da "autoconsciência somática reflexiva" ou de uma "ilusão de um interior", dando primazia à práxis social e à crítica filosoficamente orientada como meios privilegiados para a emancipação feminina. Neste sentido, Shusterman contra-argumenta:
"também os esforços individuais de conscientização e capacitação por meio da somaestética (sobretudo quando realizados com uma percepção dos contextos sociais mais amplos que estruturam a vida corporal) podem contribuir de maneira fecunda para as lutas políticas maiores cujos resultados informarão a experiência somática das mulheres no futuro. De fato, uma vez que reconheçamos a instrumentalidade insubstituível do corpo para todas as nossas ações e o papel insubstituível do indivíduo nos domínios mais amplos da práxis social, deve-se admitir que o cultivo somático aprimorado é essencial para essas lutas".

## O corpo como instrumento primordial
Uma das ambiguidades quanto ao lugar do corpo na tradição filosófica que Shusterman explora é aquela do corpo como instrumento básico da percepção, do pensamento e da ação e, portanto, das dimensões estéticas, cognitivas e ético-políticas da vida humana. Por um lado, a concepção instrumental do corpo fundamenta uma hierarquia que o submete às vontades da mente, pois, conforme aparece em William James e em Immanuel Kant, os fins teriam primazia sobre os meios. Por outro, a primazia dos fins sobre os meios não significaria a exclusividade do foco nos primeiros em detrimento da atenção aos segundos. Pelo contrário, partindo das teorias e práticas desenvolvidas por Frederick Matthias Alexander, Shusterman argumenta que o treinamento somático seria, ao menos em algum momento, digno de consideração, pois a melhor consciência somática permitiria ganhos na sensibilidade perceptiva para o pensar e agir melhores. Mais do que isso, o corpo, compreendido como subjetividade intencional, inseparável da mente, seria, ele próprio, o "utilizador do utensílio que ele mesmo é". Por isso, o uso do corpo como instrumento pode ser compreendido como um "auto-uso". Ele não é simplesmente um meio, pois a saúde corporal é, em si mesma, um fim, bem como a alegria e o prazer seriam, a um só tempo, meios e fins.

## Hábitos, Espontaneidade e Reflexão Somática
O conceito de "hábito" é central para a Somaestética. Inspirado em autores como Pierre Bourdieu, Michel Foucault e William James, Shusterman afirma que:
"o papel do corpo-hábito disciplinado vai muito além dos esforços éticos pessoais de autoaprimoramento; ele sustenta toda a estrutura social por meio da qual o hábito mesmo se estrutura, em em que os esforços individuais encontram seu lugar e seu limite".
Os hábitos corporais disciplinados, seguindo na mesma direção que Foucault, são tomados como efeitos da "inscrição de poder social". Por meio deles, "complexas hierarquias de poder" são aplicadas e reproduzidas. Ideologias de dominação  são "materializadas e preservadas" em "hábitos corporais", escapando, inclusive, à "consciência crítica". Enquanto, para Foucault, a chave para a escapar das prisões dos hábitos opressores focaliza experiências extremas e não convencionais de prazer intenso, para Shusterman, isto é mais sintomático de uma "anedonia básica" própria das tendências mais gerais da cultura contemporânea. Alternativamente, Shusterman prefere enfatizar o conceito também foucaultiano de "askesis intelectual", o qual envolve uma disciplina de "aprendizado e do domínio do próprio soma e de seu refinamento, a fim que se torne um veículo de beleza experienciada", tal como nos casos do ioga, da meditação Zen e também de métodos "ocidentais", como os de Feldenkrais e Alexander.
Esta questão do "hábito" leva a um outro problema: o da espontaneidade. Autores que, na tradição filosófica, foram defensores importantes da dimensão corporal da existência, como Friedrich Nietzsche e, principalmente, Maurice Merleau-Ponty, são hostis às "sensações autoconscientes, como os sentimentos cinestésicos ou proprioceptivos explícitos". Em outros termos, Merleau-Ponty desconfia dos níveis superiores ou representacionais da consciência corporal, argumentando contrariamente à observação corporal, ao uso de sensações cinestésicas e de representações corporais, valorizando, por outro lado, a "consciência primária irrefletida", a "imedatez" e a "espontaneidade".
Este mesmo tipo de dilema entre a valorização da espontaneidade e o reconhecimento do valor de níveis superiores de consciência corporal, atenta e reflexiva, Shusterman identifica em tradições filosóficas não-ocidentais, em particular, no Taoismo e no Confucionismo, dos antigos chineses. Shusterman é sensível à dívida profunda da "filosofia ocidental" com as tradições africanas e asiáticas. Sua apreciação destas "outras filosofias" não se sustenta como apelo ao exótico ou demandas contemporâneas em direção do multiculturalismo. Antes, parte de um pressuposto mais universalista conforme o qual não reconhecer a presença destas tradições na própria constituição da "filosofia ocidental" é uma falha em nossa própria autocompreensão. Analisando autores clássicos chineses, como Confúcio, Mêncio, Xunzi, Zhuangzi e Liezi, Shusterman conclui que eles permitem avaliar espontaneidade e reflexão mais nos termos de sua complementariedade do que das suas supostas contradições.

Esta complementariedade básica entre espontaneidade e reflexão somática, verificável também nas tradições asiáticas, está na base da Somaestética de John Dewey, da qual Shusterman se reconhece como herdeiro. Na obra de Dewey, expressa-se "o dilema prático fundamental da consciência corporal". Conforme Shusterman:
"temos de depender de sentimentos e de hábitos irrefletidos - porque não podemos refletir a respeito de tudo e porque esses sentimentos e hábitos irrefletidos sempre fundamentam nossos próprios esforços de reflexão. Mas também não podemos depender integralmente deles e dos julgamentos que geram, porque alguns deles são consideravelmente falhos e inexatos".

## Os três ramos da Somaestética
A Somaestética de Shusterman subdivide-se em três ramos distintos, embora interdependentes: a somaestética analítica, a pragmática e a prática. A analítica, conforme o autor, "é um empreendimento essencialmente descritivo e teórico dedicado a explicar a natureza de nossas percepções e práticas corporais e sua função em nossos conhecimento e construção de mundo". Ela envolve não somente uma abordagem filosófica, mas interdisciplinar, dialogando com perspectivas das humanidades e também das chamadas "ciências da natureza", em especial daquelas ligadas à fisiologia e ao funcionamento biofísico do corpo humano. A somaestética pragmática, por sua vez, é "normativa e prescritiva", são disciplinas que propõem "métodos específicos de aprimoramento somático" ou que os comparam de modo crítico. Tais metodologias são classificadas de diversas maneiras. Há aquelas de caráter mais holístico, orientadas para o corpo inteiro, e aquelas mais atomísticas, orientadas para "partes ou superfícies corporais individuais. Elas também podem ser auto-direcionadas, orientadas ao praticante individual, ou hetero-direcionadas, voltadas a outras pessoas. Elas ainda podem ter orientações principais voltadas à "aparência exterior" ou à "experiência interior". As disciplinas representacionais são aquelas de orientação principal voltadas à "aparência exterior", enquanto a "experiencial" é aquela primordialmente voltada ao "interior". Há ainda a categoria das disciplinas performativas que, conforme a sua ênfase, podem ser "predominantemente representacional ou experiencial". Por último, a somaestética prática é o cuidado efetivo, disciplinado e inteligente de "autoaprimoramento somático". Ela focaliza o "fazer" mais do que o "dizer", "explicar" ou "prescrever".